# Thrips tenellus
Thrips tenellus är en insektsart som beskrevs av Filip Trybom 1912. Thrips tenellus ingår i släktet Thrips och familjen smaltripsar. Inga underarter finns listade i Catalogue of Life.